# Asedio de La Rochelle (1944-1945)
El asedio aliado de La Rochelle se produjo durante la Segunda Guerra Mundial, entre 1944 y 1945, cuando las tropas aliadas invadieron Francia.   La Rochelle era una importante base nazi en el Atlántico, particularmente como refugio para los submarinos U-Boot.  Hasta el final de la guerra, La Rochelle siguió siendo, junto con otros puertos como Royan o Saint-Nazaire, uno de los últimos "embolsamientos atlánticos" ocupados por los alemanes, tras haber sido superados por los principales contingentes de la invasión aliada. Dunkerque, en el mar del Norte, fue evitado de manera similar. La ciudad no se rindió hasta el final de la guerra, nueve meses después de la liberación de París, tras la capitulación alemana del 8 de mayo de 1945. 

## El asedio
El llamado "embolsamiento de La Rochelle" ("Poche de La Rochelle") fue una zona que se extendía a lo largo de 10 km de costa en torno a La Rochelle, reforzada por una trinchera antitanques. Tras el desembarco aliado de Normandía, en junio de 1944, un gran número de tropas nazis se reagruparon en la zona. El asedio aliado de la bolsa de La Rochelle duró desde septiembre de 1944 hasta mayo de 1945, sin que hubiera fuertes bombardeos.
La ciudad permaneció en manos nazis hasta el final de la guerra, al igual que otros puertos atlánticos como Saint-Nazaire, Lorient, Gironde-Nord y Gironde-Sud, porque el eje principal de la guerra estaba escorado hacia las zonas fronterizas con Alemania.  Se consideró más prudente rodearlo que atacarlo de frente, dado que de todos modos habría caído al final de la guerra.  El mando alemán también quería mantener el control de las guarniciones costeras y no evacuó La Rochelle para mantener una amenaza a la navegación aliada en el Atlántico. 

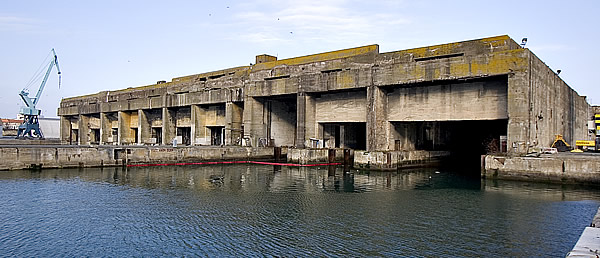
Base de submarinos de La Rochelle.

En la ciudad, durante la guerra, los 39.500 civiles franceses estaban bajo el mando del vicealmirante Schirlitz, jefe del Comando Oriental de la Armada.  La guarnición alemana incluía otros 22.000 hombres. Durante el asedio, los aliados dejaron electricidad, madera y algunos otros suministros disponibles para aliviar el sufrimiento de la población civil dentro de las murallas de la ciudad.  Las fuerzas de la Francia Libre se opusieron a esta actitud pasiva.  aunque las tropas de las FFI, sin embargo, no lograron liberar la ciudad. Según los acuerdos celebrados entre las fuerzas de ocupación francesas y alemanas en La Rochelle, los franceses no atacarían y, a cambio, los nazis no destruirían las instalaciones portuarias de La Rochelle y La Pallice. De hecho, La Rochelle fue rodeada con bastante eficacia y sufrió poco por el asedio; de hecho, las instalaciones portuarias fueron dañadas por fuego amigo para evitar que los nazis utilizaran los submarinos contra barcos aliados durante el asedio.  En realidad, cada semana un avión de la Luftwaffe lograba romper el bloqueo para abastecer a la guarnición. Para elevar la moral de las tropas alemanas en La Rochelle, Göring envió allí la película propagandística La ciudadela de los héroes, que celebra la resistencia contra los franceses en 1806, que se presentó simultáneamente en Berlín y La Rochelle el 30 de enero de 1945.